# Dorothea Hedwig von Schleswig-Holstein-Sonderburg-Norburg
Dorothea Hedwig von Schleswig-Holstein-Sonderburg-Norburg (* 18. April 1636 in Norburg; † 23. September 1692 in Hamburg) war eine Prinzessin aus dem Haus Schleswig-Holstein-Sonderburg-Norburg. Von 1665 bis 1678 war sie Äbtissin des freien weltlichen Reichsstifts Gandersheim und damit Reichsfürstin.

## Leben
Dorothea Hedwig war die zweite Tochter von Herzog Friedrich aus dessen zweiter Ehe mit Eleonore von Anhalt-Zerbst (* 10. November 1608 in Zerbst; † 2. November 1681 in Osterholm), Tochter von Rudolf von Anhalt-Zerbst. Ihren Namen erhielt sie nach ihrer Großmutter mütterlicherseits, Dorothea Hedwig von Braunschweig-Wolfenbüttel. Sie hatte einen älteren Halbbruder aus der ersten Ehe ihres Vaters, Johann Bogislaw, und zwei jüngere Brüder, Christian August und Rudolf Friedrich (1645–1688). Ihre ältere Schwester Elisabeth Juliane (* 24. Mai 1633; † 4. Februar 1704 in Wolfenbüttel) heiratete 1656 Herzog Anton Ulrich von Braunschweig-Wolfenbüttel (1633–1714).
Im Alter von 15 Jahren erhielt Dorothea Hedwig auf Präsentation von Herzog Rudolf August, dem Cousin ihrer Mutter, am 13. August 1651 eine Präbende als Kanonissin im Kaiserlich freien weltlichen Reichsstift Gandersheim, die Dorothea Augusta von Schleswig-Holstein-Sonderburg-Franzhagen (1636–1662), die spätere kurzzeitige Gattin von Landgraf Georg III. von Hessen-Itter, resigniert hatte. Schon am 28. Februar 1652 wurde sie zur Dekanin und damit zur Stellvertreterin der Äbtissin postuliert. Ihre Wahl und Einführung fanden am 27. April 1652 statt.
Dorothea Hedwig residierte fortan ständig im Stift, abgesehen von einigen Reisen nach Zerbst (1660, 1661, 1664). Nach dem Tod der Äbtissin Maria Sabina Gräfin zu Solms 1665 wurde Dorothea Hedwig auf herzogliche Empfehlung am 15. März 1665 vom Stiftskapitel zu ihrer Nachfolgerin gewählt. Ihre Inthronisation in Anwesenheit ihrer Wolfenbütteler Verwandten Rudolf August und Anton Ulrich, der zugleich ihr Schwager war, fand am 6. April 1665 statt. Am 11. Februar 1667 verlieh Kaiser Leopold I. ihr die Regalien.
Dorothea Hedwig war eine energische Regentin. Eine ihrer ersten Amtshandlungen war die Einleitung eines Prozesses gegen den Stiftsrat und Kanoniker Michael Büttner, der 1667 mit einem Vergleich endete. Nachdem sie zuvor hauptsächlich im Stift gelebt hatte, reiste sie als Äbtissin viel oder hielt sich auf ihrem Landsitz Schloss Hachenhausen auf. Dort drang im Februar 1670 ihr Lehnsmann Thomas Ludolf von Campen in ihrem Schlafzimmer ein und verletzte sie durch einen Stockhieb. Von Campen wollte sich damit an ihrem Bruder Christian August wegen einer Beleidigung rächen. Ihre Lebensführung und barocke Hofhaltung erregte Anstoß.
Im Juni 1677 reiste sie nach Hamburg zu Herzog Christian Albrecht von Schleswig-Holstein-Gottorf, der dort im Exil lebte. Hier besuchte sie eine katholische Messe in der Kapelle der spanischen Gesandtschaft und verkehrte mit den Jesuiten. Dies führte zu ihrer Konversion zur römisch-katholischen Kirche. Sie vollzog diesen Schritt formal am  7. Juli 1678 im Hildesheimer Jesuitenkolleg. Damit konnte sie nicht Äbtissin von Gandersheim bleiben. Herzog Rudolf August bewog sie am 14. Juli 1678 zum Rücktritt. Für Dorothea Hedwig bedeutete das, dass sie ihre finanzielle Grundlage verlor, denn das Herzogtum Norburg war 1669 bankrottgegangen. Sie versuchte noch, vor dem Reichshofrat mit einer Spolienklage ihre Wiedereinsetzung zu erlangen, doch blieb dies erfolglos. Gleichzeitig wandte sie sich an Papst Innozenz XI. und Kaiser Leopold mit der Bitte um Schutz und Hilfe. Herzog Rudolf August nutzte ihr Ausscheiden dazu, dem Stiftskapitel seine Tochter Christine Sophie (1654–1695) zur Äbtissin zu präsentieren. Sie wurde auch gewählt, schied aber schon 1681 aus dem Amt, um ihren Cousin August Wilhelm von Braunschweig-Wolfenbüttel zu heiraten.
1679 heiratete Dorothea Hedwig Christoph von Rantzau, für den dies seine zweite Ehe war. Seine erste Ehefrau Salome Rantzau von Gut Knoop war um 1675 gestorben. Christoph von Rantzau war bereits 1650 konvertiert. Sie lebten aber nicht lange zusammen, sondern begaben sich getrennt auf Reisen. Eine Zeit lang lebte sie bei ihrer Schwester im Schloss Salzdahlum. Über Wien, wo sie im Mai 1681 eintraf, reiste sie nach Rom. Die ebenfalls in Rom lebende ehemalige schwedische Königin Christina nahm sie bei sich auf.
Von Rom meldete die mittlerweile 45-jährige Hedwig Dorothea im November 1681 die Geburt des Sohnes Alexander Leopold Anton († 1747). Seinen ersten Namen erhielt er zu Ehren seiner Patin Christina von Schweden, die sich nach ihrer Konversion Maria Alexandra nannte. Die anderen beiden Paten waren Kaiser Leopold und Herzog Anton Ulrich. Rantzau blieb trotz der Versicherungen seines Schwagers Anton Ulrich misstrauisch, ob das Kind wirklich sein Sohn war. Obwohl Dorothea Hedwig bei ihrer Rückkehr aus Rom schwor, das Kind sei ehelich, kam es zum Verwürfnis des Paares. Dorothea Hedwig zog mit dem Sohn nach Hamburg, wo sie 1692 starb. Christoph von Rantzau bestritt kurz vor seinem Tod 1695 die Vaterschaft und schloss den Jungen vom Erbe aus. Es wurde sogar behauptet, er sei ein Findelkind aus dem Hospital für Findelkinder Santo Spirito in Rom. Nach langen Auseinandersetzungen wurde Alexander ab April 1699 am Hof des Herzogs von Braunschweig aufgenommen und erhielt 1713 einen Teil des väterlichen Vermögens ausgezahlt.